# Mesocentrus reptus
Mesocentrus reptus är en stekelart som beskrevs av Papp 2005. Mesocentrus reptus ingår i släktet Mesocentrus och familjen bracksteklar. Inga underarter finns listade i Catalogue of Life.